# Евен-Малмезон
Евен-Малмезон (фр. Evin-Malmaison) насеље је и општина у североисточној Француској у региону Север-Па д Кале, у департману Па де Кале која припада префектури Ланс.
По подацима из 2011. године у општини је живело 4583 становника, а густина насељености је износила 1002,84 становника/km². Општина се простире на површини од 4,57 km². Налази се на средњој надморској висини од 26 метара (максималној 31 m, а минималној 21 m).

## Демографија
| 1962. | 1968. | 1975. | 1982. | 1990. | 1999. | 2011. |
| ----- | ----- | ----- | ----- | ----- | ----- | ----- |
| 4.022 | 4.437 | 4.388 | 4.121 | 4.934 | 4.731 | 4.583 |

График промене броја становника у току последњих година